# Sveta brata Ciril in Metod
Ta stran opisuje radijsko igro Jožeta Vombergarja iz leta 1937. Za članek o zgodovinskih osebah glej Sveti Ciril in Metod.
Sveta brata Ciril in Metod je radijska igra Jožeta Vombergarja iz leta 1937. Izšla je v zborniku Ob kresu (COBISS).

## Osebe
- Gorazd, deželni knez
- Kresnik, Brnikar, kmeta svobodnjaka
- sv. Ciril in Metod
- knezovo spremstvo, zbor ljudstva
- sluga

## Vsebina
Ob knežjem kamnu na Gosposvetskem polju teče obred ustoličevanja, kmet Kresnik za karantanskega kneza ustoliči vojvodo Gorazda. Ko Gorazd priseže, da bo pravičen, domačim šegam in ljudstvu zvest vladar, se prikažeta sv. brata Ciril in Metod; prihajata, da bi ljudstvo potrdila v veri in mu izprosila božjo pomoč. Gorazd ju prosi, naj blagoslovita njegovo delo, da bo v blagor njim in v slavo božjo. Sv. brata blagoslovita kneza in ljudstvo in izgineta, ljudstvo pa se z Gorazdom na čelu hiti zahvalit Bogu v cerkev h Gospe Sveti.